# 이학수 (정치인)
이학수(李學洙, 1960년 7월 5일~)은 대한민국의 정치인으로, 제9대(민선 8기) 전라북도 정읍시장이다. 제8·10대 전라북도의원을 지냈다.

## 학력
- 서신초등학교(졸업)
- 배영중학교(졸업)
- 호남고등학교(졸업)
- 전주대학교 공과대학(전기전자공학 학사)
- 전주대학교 대학원(금융보험학 석사)

## 경력
- 열린우리당 전라북도당 부위원장
- 전북지구 JC회장
- 정읍시민장학재단 이사
- 2006.07~2010.06: 제8대 전라북도의회 의원
- 2014.07~2018.04: 제10대 전라북도의회 의원
- 2021.10~2022.05: 국무총리 자문위원
- 2022.07~: 제9대 민선 8기 전라북도 정읍시장

## 역대 선거 결과
|  | 32.04% |

|  | 50.70% |

|  | 22.99% |

|  | 49.75% |

| 전임 유진섭 | 제9대 전라북도 정읍시장(민선) 2022년 7월 1일~ |  |